# Bixio Cherubini
Bixio Cherubini (Leonessa, 27 marzo 1899 – Milano, 14 dicembre 1987) è stato un paroliere, poeta, editore musicale e autore di rivista italiano.
È entrato nella storia della musica leggera italiana come autore di evergreen come Violino tzigano, Mamma, Il tango delle capinere e Vola colomba.
Nel corso della sua carriera ha usato anche gli pseudonimi Liman, Carlo Alberto Liman, Pasquale Caliman, Stilos.

## Biografia
Figlio e nipote di due garibaldini (questa la causa del nome particolare), e discendente del compositore Luigi Cherubini, dopo aver interrotto gli studi a Rieti per arruolarsi come volontario nella prima guerra mondiale come pilota, iniziò a scrivere i primi testi al termine del conflitto, pubblicando una raccolta di poesie, Canti in grigioverde.
Nel 1919 si trasferisce a Roma per frequentare l'Università e lavorare alle Poste, ma in realtà si dedica alla musica leggera (contro il volere del padre, docente universitario, che lo vorrebbe laureato), iscrivendosi nel 1920 alla SIAE e scrivendo alcune canzoni, tra le quali riscuote particolare successo il brano Ciondolo d'oro, su musica di Guglielmetti: proprio per questo motivo Cherubini decide di abbandonare gli studi. 
Nel 1927 si trasferisce a Milano, e in breve tempo consolida la sua carriera con altri brani di grande successo, spesso sulle musiche del maestro Dino Rulli, quali Apaches, Mimì, Yvonne, Foxtrot della nostalgia o del maestro Alfredo Del Pelo, come Biondo corsaro (del 1924), e decide di fondare le Edizioni musicali "La Casa della Canzone".
Nel 1923 conosce a Roma il compositore napoletano Cesare Andrea Bixio, che gli viene presentato da Trilussa e con cui inizia una lunga e prolifica collaborazione già nel 1925 con le canzoni Siberiana, Nuvola e L'ultima java: negli anni successivi arriveranno i successi maggiori per la coppia, con brani come Il tango delle capinere, La canzone dell'amore, Trotta cavallino, Violino tzigano, Lucciole vagabonde, La mia canzone al vento, Valzer dell'organino, Madonna fiorentina, Miniera, Signora fortuna e, soprattutto, Mamma, divenendo quindi, prima del secondo conflitto mondiale, il paroliere più importante per le canzoni di Gabrè, Silvana Fioresi, Oscar Carboni, Beniamino Gigli, il Trio Lescano, Luciano Virgili, Luciano Tajoli, Achille Togliani e Natalino Otto.
Raccoglie inoltre una delle più grosse collezioni italiane di dischi a 78 giri, con tutte le versioni incise delle sue canzoni ed altri, superando i 5000 pezzi: durante un bombardamento però questa collezione viene completamente distrutta.
Nel 1943 aderisce alla Resistenza, aggregandosi al comando partigiano di Val Marchirolo, nel varesotto, per poi riprendere l'attività nel secondo dopoguerra.
Nel 1948 fondò l'UNCLA (Unione Nazionale Compositori Librettisti e Autori), della quale resterà presidente sino al 1987, anno della sua morte (causata da un edema polmonare). Fu inoltre autore di Spazzacamino, Quell'uccellin che vien dal mare e, insieme a Carlo Concina, di Vola colomba, brano con cui Nilla Pizzi vinse il Festival di Sanremo 1952.
Cherubini compose i testi di altri brani presentati alla manifestazione ligure, tra i quali conquistano la medaglia d'argento Campanaro (1953) ed Il torrente (1955), che Bixio firma con lo pseudonimo Carlo Alberto Liman (a volte citato come Pasquale Caliman) in quanto il regolamento dell'epoca impediva di partecipare alla gara con più di un pezzo, e in quell'edizione lui aveva già firmato "ufficialmente" la canzone Sentiero.
Nel 1974 scrive l'ultima canzone insieme a Cesare Andrea Bixio, Quando riascolterai questa canzone, incisa da Achille Togliani.
Nel 2009, in occasione del 110º anniversario della sua nascita, la sua città natale, Leonessa, gli ha dedicato una serie di iniziative per ricordarne la memoria.
Bixio Cherubini ha avuto quattro figlie: Graziella, Ornella, Gabriella e Fiorella (quest'ultima cantante con lo pseudonimo Fiorella Bini).

## Canzoni scritte da Bixio Cherubini
| Anno | Titolo                          | Autori del testo | Autori della musica | Interpreti ed incisioni |
| ---- | ------------------------------- | ---------------- | ------------------- | --- |
| 1921 | Ciondolo d'oro                  | Bixio Cherubini  | Pietro Guglielmetti | Gino Franzi, Aurelio Fierro, Rino Salviati, Emilio Pericoli, Giorgio Consolini                                                       |
| 1927 | Miniera                         | Bixio Cherubini  | Cesare Andrea Bixio | Gabrè, Luciano Tajoli, Luciano Virgili, Nilo Ossani, Aurelio Fierro, Claudio Villa, Nilla Pizzi, Achille Togliani, Giorgio Consolini |
| 1927 | Lucciole vagabonde              | Bixio Cherubini  | Cesare Andrea Bixio | Leo Silva, Luciano Tajoli, Nilo Ossani, Aurelio Fierro, Claudio Villa, Achille Togliani, Nilla Pizzi, Milva, Tino Vailati            |
| 1928 | Il tango delle capinere         | Bixio Cherubini  | Cesare Andrea Bixio | Gabrè, Luciano Tajoli, Luciano Virgili, Nilo Ossani                                                                                  |
| 1928 | Canta Firenze                   | Bixio Cherubini  | Armando Fragna      | Carlo Buti, Narciso Parigi |
| 1930 | Tango vagabondo                 | Bixio Cherubini  | Cesare Andrea Bixio | Daniele Serra, Luciano Tajoli |
| 1930 | Javapache                       | Bixio Cherubini  | Cesare Andrea Bixio | Luciano Tajoli |
| 1934 | Violino tzigano                 | Bixio Cherubini  | Cesare Andrea Bixio | Elsa Merlini, Roberto Altamura, Carlo Buti, Luciano Tajoli, Luciano Virgili                                                          |
| 1934 | Solo per te, Lucia              | Bixio Cherubini  | Cesare Andrea Bixio | Beniamino Gigli, Luciano Tajoli, Nilo Ossani, Luciano Virgili                                                                        |
| 1936 | È finito il bel tempo che fu    | Bixio Cherubini  | Gino Redi           | Daniele Serra, Wilma De Angelis |
| 1937 | Sogno tzigano                   | Bixio Cherubini  | Gino Redi           | Gino Del Signore |
| 1937 | Haway                           | Bixio Cherubini  | Rinaldo Massoglia   | Emilio Livi e il Trio Lescano |
| 1938 | Ninna-nanna della vita          | Bixio Cherubini  | Cesare Andrea Bixio | Beniamino Gigli, Luciana Dolliver, Carlo Buti                                                                                        |
| 1938 | Piccolo chalet                  | Bixio Cherubini  | Pasquale Frustaci   | Luciana Dolliver e il Trio Lescano                                                                                                   |
| 1938 | Eravamo sette sorelle           | Bixio Cherubini  | Cesare Andrea Bixio | Trio Lescano |
| 1938 | L'orologio dell'amore           | Bixio Cherubini  | Pasquale Frustaci   | Trio Lescano |
| 1938 | Nuvola di fumo                  | Bixio Cherubini  | Pasquale Frustaci   | Armando Giannotti |
| 1939 | È scomparsa una ragazza         | Bixio Cherubini  | Luigi Pagano        | Trio Lescano |
| 1939 | Madonna Fiorentina              | Bixio Cherubini  | Cesare Andrea Bixio | Otello Boccaccini, Gino Bechi, Luciano Tajoli, Rino Salviati, Narciso Parigi                                                         |
| 1940 | Il primo pensiero               | Bixio Cherubini  | Luigi Pagano        | Alberto Rabagliati, Luciano Tajoli                                                                                                   |
| 1940 | Signora illusione               | Bixio Cherubini  | Armando Fragna      | Luciano Tajoli, Luciana Dolliver, Carlo Buti, Luciano Virgili                                                                        |
| 1940 | Uh... Uh... signorina Novecento | Bixio Cherubini  | Bruno Quarantotto   | Fausto Tommei e il Trio Lescano |
| 1940 | Passano i battaglioni           | Bixio Cherubini  | Marf                | Isa Bellini e il Trio Lescano |
| 1940 | Mamma                           | Bixio Cherubini  | Cesare Andrea Bixio | Beniamino Gigli, Luciano Tajoli, Nunzio Gallo, Luciano Pavarotti, Il Volo                                                            |
| 1941 | C'è un'orchestra sincopata      | Bixio Cherubini  | Cesare Andrea Bixio | Trio Lescano |
| 1941 | La famiglia canterina           | Bixio Cherubini  | Cesare Andrea Bixio | Ernesto Bonino e il Trio Lescano |
| 1942 | Chiaro di luna                  | Bixio Cherubini  | Pier Emilio Bassi   | Trio Lescano |
| 1945 | Al telefono con te              | Bixio Cherubini  | Cesare Andrea Bixio | Gino Bechi, Achille Togliani |
| 1949 | Stornello a pungolo             | Bixio Cherubini  | Mario Schisa        | Luciano Tajoli, Narciso Parigi, Nilo Ossani, Claudio Villa, Gino Latilla, Antonio Vasquez                                            |
| 1950 | Campane di Monte Nevoso         | Bixio Cherubini  | Carlo Concina       | Luciano Tajoli |
| 1951 | Calendimaggio                   | Bixio Cherubini  | Cesare Cesarini     | Carlo Buti, Luciano Tajoli, Narciso Parigi, Rino Salviati                                                                            |
| 1952 | Vola colomba                    | Bixio Cherubini  | Carlo Concina       | Nilla Pizzi, Luciano Tajoli, Carlo Buti                                                                                              |
| 1953 | Campanaro                       | Bixio Cherubini  | Carlo Concina       | Nilla Pizzi e Doppio Quintetto Vocale - Teddy Reno e Quartetto Stars, Luciano Tajoli, Carlo Buti                                     |
| 1953 | A bocca chiusa                  | Bixio Cherubini  | Ermenegildo Rusconi | Claudio Villa |
| 1954 | Quattro gondole                 | Bixio Cherubini  | Bixio Cherubini     | Luciano Tajoli, Oscar Carboni |
| 1957 | Buon anno buona fortuna         | Bixio Cherubini  | Cesare Andrea Bixio | Aurelio Fierro, Giorgio Consolini, Rino Salviati, Gino Latilla                                                                       |
| 1958 | Campana di Santa Lucia          | Bixio Cherubini  | Carlo Concina       | Claudio Villa, Giorgio Consolini, Nilla Pizzi                                                                                        |
| 1961 | Uno qualunque                   | Bixio Cherubini  | Mario Schisa        | Henry Ferraris |